# Адміністративний поділ Кувейту
Кувейт поділений на 6 провінцій (множина — мухафаза́т; однина — мухафаза́), котрі в свою чергу діляться на райони.
| Ель-Ахмаді        | Ель-Ахмаді        | 5 120  | 393 861 |
| Ель-Асіма         | Ель-Кувейт        | 200    | 261 013 |
| Ель-Фарванія      | Ель-Фарванія      | 190    | 622 123 |
| Ель-Джахра        | Ель-Джахра        | 12 130 | 272 373 |
| Хаваллі           | Хаваллі           | 84     | 487 514 |
| Мубарак-аль-Кабір | Мубарак-аль-Кабір | 94     | 176 519 |